# بيدادى دي كاراتينجا
بيدادي دي كاراتينجا بلدية تقع في ولاية ميناس جيرايس في المنطقة الجنوبية الشرقية من البرازيل.